# Episodi di 14º Distretto (seconda stagione)
La seconda stagione della serie televisiva 14º Distretto è stata trasmessa in anteprima in Germania da Das Erste tra il 27 gennaio 1987 e il 3 marzo 1987.
| nº | Titolo originale          | Titolo italiano | Prima TV Germania | Prima TV Italia |
| -- | ------------------------- | --------------- | ----------------- | --------------- |
| 1  | Rote Karte für Thomas?    | inedito         | 27 gennaio 1987   | inedito         |
| 2  | Feine Gesellschaft        | inedito         | 3 febbraio 1987   | inedito         |
| 3  | Große Haie, kleine Fische | inedito         | 10 febbraio 1987  | inedito         |
| 4  | Geleimt                   | inedito         | 17 febbraio 1987  | inedito         |
| 5  | Robin Hood                | inedito         | 24 febbraio 1987  | inedito         |
| 6  | Fotos aus Ibiza           | inedito         | 3 marzo 1987      | inedito         |